# Jonathan Legear
Jonathan Legear, né le 13 avril 1987 à Liège en Belgique, est un footballeur international belge, reconverti en entraîneur, qui jouait au poste d'ailier droit.  Il est actuellement l'entraîneur adjoint et le directeur technique du RCS Verlaine.

## Biographie

### En club

#### Formation au Standard de Liège
Il fit ses premiers pas de footballeur en 1993 dans le modeste club de la J.S Thier (Jeunesse sportive du Thier-à-Liège) avant d'être repéré par les dirigeants du Standard de Liège en 1998, soit lorsqu'il évoluait chez les jeunes, en minime. Manquant considérablement de temps de jeu, comme des jeunes joueurs espoirs tel que Sébastien Pocognoli, Logan Bailly et autre Kevin Mirallas il décide de quitter le club en 2003.

#### RSC Anderlecht
Il passe chez le grand rival au R.S.C. Anderlecht où il rejoint les scolaires du centre de formation Neerpede, dernière étape à franchir avant l'équipe première. Un an plus tard, il fait partie du noyau A. D'une part en raison des nombreux blessés, mais d'autre part car l'entraîneur de l'époque, Hugo Broos, avait donné sa chance à trois joueurs très jeunes mais très prometteurs, tous âgés de 16 ans avec Vincent Kompany et Anthony Vanden Borre. Il fait sa première apparition le 10 novembre 2004 sur le terrain du Standard de Liège où il fut invisible, car intimidé par le public local qui le conspuait après ses déclarations tapageuses (contre le Standard de Liège) la veille du match.
La saison 2005-2006 est un calvaire pour lui puisqu'il ne joue aucun match, en raison de multiples blessures et d'une forte concurrence au sein du club. Cette année-là, Christian Wilhelmsson, véritable star au club et occupant le même poste, n'a raté aucun match. Il était donc impensable de le voir, trop jeune et trop fragile, occuper un poste dans le onze de base.
Lors de la saison 2006-2007, Christian Wilhelmsson, et ses deux collègues Vincent Kompany et Anthony Vanden Borre sont vendus en Europe pour de très fortes sommes. RSC Anderlecht recrute alors de grands milieux de terrain comme Ahmed Hassan ou Mbark Boussoufa mais pas de milieu droit. Jonathan saisit sa chance et travaille dur. Il est récompensé en jouant quelques matchs où il entre comme joker. Le nouvel entraîneur, Ariel Jacobs, reconnaît son talent et lui garde une place lorsqu'il ne souffre pas de blessures.
Depuis la saison 2007-2008, il joue beaucoup plus avec Anderlecht. Il profite de cette saison pour s'affirmer sur le flanc droit et entre régulièrement en deuxième période pour accélérer soudainement le jeu. Le RSC Anderlecht recrute Thomas Chatelle, un véritable flanc droit durant la trêve hivernale mais cela ne change pas grand chose à la situation de Jonathan.
La saison 2008-2009 a débuté et Jonathan Legear est maintenant un titulaire indiscutable. Il a joué 15 matchs sur 17, a inscrit 5 buts et distribué 6 assists lors du premier tour sans compter la coupe de Belgique.De ce fait, il pourrait laisser son numéro 36 pour le numéro 7, celui de Mohammed Tchité qui a été vendu au Racing Santander. Lors du test-match aller décidant du titre (en 2008-2009), c'est Jonathan qui ouvre le score. Jonathan fait alors savoir au club qu'il rêve d'évoluer ailleurs en Europe. 
La saison 2009-2010 est celle de la confirmation pour Jonathan Legear. Le joueur, débarrassé de ses blessures récurrentes, notamment grâce à une meilleure hygiène de vie, devient vite irremplaçable sur le flanc droit de l'attaque anderlechtoise. Lors de la campagne des mauve et blanc en Ligue Europa, il sort quelques matches de très grande facture et marque 6 buts et délivre 4 passes décisives, ce qui en fait le joueur le plus efficace de la compétition.

#### Terek Grozny
Le 26 août 2011, il trouve un accord avec le club russe du Terek Grozny. Il y signe un contrat de 2 ans pour un salaire de 1,8 million d'euros par an. Son contrat est alors racheté par le club pour une somme évaluée entre 4 et 5 millions d'euros.

#### Oympiakos avec prêts au FC Malines et à Blackpool FC
En janvier 2014, il signe un contrat de trois ans en faveur de l'Olympiakos et est prêté directement pour les six mois à venir au FC Malines, où il n'obtient que très peu de temps de jeu. Ensuite, il effectue un passage loupé à Blackpool FC où il ne joue aucun match et quitte le club anglais par une rupture de contrat.

#### Standard de Liège
Revenu en Belgique sans avoir joué une rencontre depuis plus de huit mois, Jonathan Legear signe le 2 février 2015, un contrat de 18 mois avec option de deux ans supplémentaires avec son club formateur du Standard de Liège. Il ne fait ses débuts avec les Rouches que presque quatre mois plus tard en play-offs 1 en déplacement au KV Courtrai (défaite 3-1) où il remplace Ricardo Faty et inscrit le but du Standard à la 80e minute. Le 26 mars 2016, il entre au jeu en toute fin de match à la place d'Ivan Santini pour remporter la coupe de Belgique en battant le Club Bruges 2-1.

#### Saint-Trond VV
Le 15 août 2017, il quitte le Standard de Liège désormais entrainé par Ricardo Sá Pinto pour Saint-Trond VV où il est le plus souvent titulaire pendant sa première saison sous les ordres de l'entraineur Jonas De Roeck puis moins souvent utilisé dans l'effectif de Marc Brys pour la première partie du championnat de Belgique 2018-2019.

#### Adana Demirspor
Le 10 janvier 2019, il signe un contrat au club turc de  Süper Lig d'Adana Demirspor situé au sud de la Turquie mais ne joue que sept matches.

#### Fin de carrière
Le 1er janvier 2020, Jonathan Legear, âgé de 32 ans, revient en Belgique et signe un contrat dans sa région natale avec l'URSL Visé évoluant en Nationale 1 (division 3) et coaché par José Riga. Il y reste trois saisons et demie avant de s'engager le 1er juillet 2023 au RCS Verlaine en division 2 ACFF (division 4), assurant les fonctions de joueur et de T2.

### En équipe nationale
Le mardi 11 mai 2010, Georges Leekens le sélectionne pour la première fois en équipe de Belgique pour le match amical contre la  Bulgarie du 19 mai 2010.
Le mardi 12 octobre 2010, il est titularisé pour la première fois avec les Diables Rouges. Belgique-Autriche au Stade Roi Baudouin. Il jouera tout le match et sera le meilleur joueur du match.

## Palmarès
- Champion de Belgique : 2006, 2007 et 2010 avec le RSC Anderlecht.
- Coupe de Belgique : 2008 avec le RSC Anderlecht, 2016 avec le Standard de Liège.
- Supercoupe de Belgique : 2006, 2007 et 2010 avec le RSC Anderlecht.

## Vie privée
Il a un enfant, prénommé Joshua,.

## Anecdote et déclarations
Le 7 octobre 2012, il détruit au volant de sa Porsche une supérette d'une station-service de Tongres, les dégâts matériels sont estimés à une somme entre 250 000 et 300 000 euros. Le footballeur était en état d'ébriété avec 1,5 g d'alcool dans le sang, il a perdu le contrôle de sa voiture et a blessé le caissier de l'établissement. En mai 2009, il avait déjà percuté une habitation de Londerzeel avec sa BMW X5. L'ancien joueur du RSC Anderlecht avait alors été condamné à une peine de travail de 50 heures et son permis lui avait été retiré pendant un mois.
À la veille de jouer à 17 ans son premier match avec le RSC Anderlecht sur le terrain du Standard de Liège, il déclare : "Le Standard m'a manqué de respect, puis a dit dans les journaux que j'étais malhonnête...Ils en ont profité pour me faire une proposition ridicule. Franchement, je ne pouvais pas signer vu les autres offres que j'avais".
Bien qu'il ait joué huit années dont sept en division 1 (129 matches) pour le RSC Anderlecht et obtenu trois titres de champion de Belgique avec les Mauves, Jonathan Legear, d'origine liégeoise, a déclaré que "le Standard reste le club de son cœur" alors qu'il n'a connu que 34 matches en équipe première avec les Rouches en plus des cinq saisons en équipes de jeunes.